# Скоттсвілл (Техас)
Скоттсвілл (англ. Scottsville) — місто (англ. city) в США, в окрузі Гаррісон штату Техас. Населення — 334 особи (2020).

## Географія
Скоттсвілл розташований за координатами 32°32′26″ пн. ш. 94°14′22″ зх. д. / 32.54056° пн. ш. 94.23944° зх. д. (32.540425, -94.239333).  За даними Бюро перепису населення США в 2010 році місто мало площу 3,41 км², уся площа — суходіл.

## Демографія
Згідно з переписом 2010 року, у місті мешкало 376 осіб у 133 домогосподарствах у складі 98 родин. Густота населення становила 110 осіб/км².  Було 153 помешкання (45/км²).
Расовий склад населення:
| - 46,3 % — чорних або афроамериканців - 44,4 % — білих - 1,9 % — азіатів - 1,3 % — корінних американців - 2,7 % — осіб інших рас |

До двох чи більше рас належало 3,5 %. Частка іспаномовних становила 7,2 % від усіх жителів.
За віковим діапазоном населення розподілялося таким чином: 26,1 % — особи молодші 18 років, 61,4 % — особи у віці 18—64 років, 12,5 % — особи у віці 65 років та старші. Медіана віку мешканця становила 36,7 року. На 100 осіб жіночої статі у місті припадало 88,0 чоловіків;  на 100 жінок у віці від 18 років та старших — 72,7 чоловіків також старших 18 років.
Середній дохід на одне домашнє господарство  становив 51 309 доларів США (медіана — 39 167), а середній дохід на одну сім'ю — 62 124 долари (медіана — 44 375). За межею бідності перебувало 7,9 % осіб, у тому числі 5,1 % дітей у віці до 18 років та 15,8 % осіб у віці 65 років та старших.
Цивільне працевлаштоване населення становило 124 особи. Основні галузі зайнятості: освіта, охорона здоров'я та соціальна допомога — 26,6 %, фінанси, страхування та нерухомість — 13,7 %, роздрібна торгівля — 12,9 %, виробництво — 12,9 %.